# 李愔
李 愔（り いん、武徳4年（621年）- 乾封2年2月7日（667年3月7日））は、中国の唐の太宗李世民の六男。蜀王に立てられた。

## 経歴
李世民と楊妃（隋の煬帝の娘）の間に生まれた。貞観5年（631年）に梁王に封ぜられた。貞観7年（633年）、襄州刺史に任じられた。
貞観10年（636年）、蜀王に徙封され、益州都督に転じた。貞観13年（639年）、実封八百戸を受け、岐州刺史に任じられた。李愔は狩猟を好んで非法の行為が多く、太宗はしばしば叱責し教誨したが、改悛しなかったので、太宗は怒って李愔の封戸と属官の半分を削り、虢州刺史に左遷した。貞観23年（649年）、封戸を返還し、千戸に増やした。再び狩猟に出かけるようになり、民間の生業を圧迫した。典軍の楊道整が馬を叩いて諫めたところ、李愔は彼を殴った。
永徽元年（650年）、御史大夫の李乾祐が李愔の罪を弾劾し、高宗は怒り、李愔は黄州刺史に左遷された。楊道整は匡道府折衝都尉に抜擢された。永徽4年（653年）、同母兄の呉王李恪が罪に落とされると、李愔も廃位されて庶民とされ、巴州に移された。まもなく涪陵王に封ぜられた。
乾封2年（667年）、死去。咸亨初年、蜀王の爵位と実封を回復され、益州大都督の位を追贈された。昭陵に陪葬され、諡を悼といった。
子の李璠が蜀王を継いだ。李璠は、武則天のときに帰誠州に流されて死んだ。

## 伝記資料
- 『旧唐書』巻76 列伝第26「蜀王愔伝」
- 『新唐書』巻80 列伝第5「蜀王愔伝」